# Gustav Christgau
Gustav Christgau (15. august 1900 – 20. februar 1945 i Odense) var en dansk grosserer og vicekonsul.
Han var søn af kgl. svensk vicekonsul August Christgau, som havde overtaget firmaet Aug. Christgau. August Christgau afgik ved døden i 1937, og det gamle firma overgik derefter til hans søn, der allerede i 1929 var indtrådt i firmaet som medindehaver. Også Gustav Christgau blev kgl. svensk vicekonsul.
Under besættelsen blev konsul Gustav Christgau offer for et clearingmord, idet Christgau blev skudt ned af Petergruppen i sin villa på Hunderupvej 220. Efter hans meningsløse død blev der dannet et aktieselskab, hvis aktier blev indehavet af Gustav Christgaus tre børn. Direktør for aktieselskabet blev den tidligere prokurist i firmaet, Fischer Knudsen (1905-?). 
Han var gift med Solveig Schram (død 1941).